# Ratt (musikgrupp)
Ratt är ett heavymetalband från Los Angeles, USA som var populära främst i USA på 1980-talet. Bandets klassiska sättning bestod av Stephen Pearcy (sång), Warren DeMartini (gitarr), Robbin Crosby (gitarr, död 6 juni 2002 av en drogöverdos), Juan Croucier (bas) och Bobby Blotzer (trummor). 
Höjdpunkter i deras karriär är bland annat Out of the Cellar från 1984 samt Invasion of Your Privacy från 1985. Efter Invasion of Your Privacy släppte de Dancing Undercover (1986), därefter Reach for the Sky (1988). 1991 fanns deras låt "Nobody Rides for Free" med på soundtracket till filmen Point Break - dödens utmanare med Keanu Reeves.   

## Historia

### De tidiga åren (1976–1982)
Den första upplagan av Ratt skapades av sångaren Stephen Pearcy 1976 i San Diego, Kalifornien och gick under namnet Mickey Ratt. De övriga medlemmarna i bandet var Chris Hagar, Matt Thorr och John Turner. 1980 bestämde sig bandet för att flytta till Los Angeles och hoppades finna lyckan där. Gitarristen Jake E. Lee anslöt och bandet släppte en singel som innehöll låtarna; "Dr. Rock" och "Drivin' On The E". Kring årsskiftet 1981 och 1982 lämnade Jake E. Lee, Chris Hager, Matt Thorr, och Dave Alford (som ersatt John Turner bakom trummorna) Mickey Ratt för Rough Cutt. Warren DeMartini (gitarr), Robbin Crosby (gitarr), Juan Croucier (som tidigare spelat med Dokken) (bas) och Bobby Blotzer (trummor) ersatte och bandet bytte namn till Ratt och bildade tillsammans med Stephen Pearcy den klassiska uppsättningen av bandet.

### Ratt EP (1983)
I juli 1983 släppte Ratt en självbetitlad EP, Ratt EP. EP:n innehåller hitlåten "You Think You're Tough" och "Back For More". Den sistnämnde hamnade senare på bandets andra album, Out Of The Cellar, dock i en ny version som skiller sig något från den på Ratt EP. Även låten "You're In Trouble" finns med på de båda albumen.
Ratt EP blev mycket populär och har idag sålt i över en miljon exemplar.

### Out Of The Cellar (1983–1984)
I och med Ratt EP:s succé fick Ratt ett skivkontrakt av Atlantic Records och begav sig bandet in i studion för att spela in Out Of The Cellar.  Albumet blev mycket populärt och singeln "Round And Round" blev en stor hit på MTV. Albumet blev Ratts stora kommersiella genombrott. Idag har albumet sålt 3x platina (3.000.000).

## Medlemmar
Senaste kända medlemmar
- Warren DeMartini – gitarr, bakgrundssång (1981–1992, 1996–2014)
- Bobby Blotzer – trummor, slagverk (1982–1992, 1996–2014)
- Juan Croucier – basgitarr, bakgrundssång (1982–1983, 1983–1992, 2012–2014)
- Carlos Cavazo – gitarr, bakgrundssång (2008–2014)

Tidigare medlemmar
- Stephen Pearcy – sång (1976–1992, 1996–2000, 2006–2014), gitarr (1976–1981, 1997)
- Tommy Asakawa – gitarr (1976)
- Chris Hager – gitarr (1976–1981)
- Matt Thorr – basgitarr, bakgrundssång (1976–1981)
- John Turner – trummor (1976–1979)
- Tim Garcia – basgitarr, bakgrundssång (1978–1981)
- Bob Eisenberg – trummor, slagverk (1978–1980)
- Paul DeNisco – gitarr, bakgrundssång (1980)
- Jake E. Lee – gitarr (1980–1981)
- Dave Jellison – basgitarr, bakgrundssång (1980–1981)
- Bob DeLellis – gitarr, bakgrundssång (1981)
- Robbin Crosby – gitarr, bakgrundssång (1981–1991)
- Mike New – basgitarr, bakgrundssång (1982)
- Marq Torien – gitarr, bakgrundssång (1982)
- Joey Cristofanilli – basgitarr, bakgrundssång (1983)
- Robbie Crane – basgitarr (1996–2012)
- Keri Kelli – gitarr, bakgrundssång (1999–2000)
- Jizzy Pearl – sång (2000–2006)
- John Corabi – gitarr, bakgrundssång (2005–2008)

Bidragande/vikarierande musiker
- Bob Marks – trummor, slagverk (1976–1980)
- Seth Faver – trummor, slagverk (1980)
- Dave De Ellis – gitarr, bakgrundssång (1981)
- Dave Alford – trummor (1981)
- Gene Hunter – basgitarr, bakgrundssång (1981–1982)
- Khurt Maier – trummor, slagverk (1981–1982)
- Michael Schenker – gitarr (1991–1992)
- Jimmy DeGrasso – trummor, slagverk (2014)

## Diskografi

### Studioalbum
- 1984 – Out of the Cellar
- 1985 – Invasion of Your Privacy
- 1986 – Dancing Undercover
- 1988 – Reach for the Sky
- 1990 – Detonator
- 1997 – Collage
- 1999 – Ratt
- 2010 – Infestion

### EP
- 1983 – Ratt
- 1999 – Sampler (delad EP: Ratt / Great White)
- 2008 – The Early Years

### Singlar (urval)
Topp 50 på Billboard Hot Mainstream Rock Tracks
- 1984 – "Round and Round" (#4)
- 1984 – "Back for More" (#27)
- 1984 – "Wanted Man" (#38)
- 1985 – "Lay It Down (#11)
- 1985 – "You're In Love" (#34)
- 1986 – "Dance" (#36)
- 1988 – "Way Cool Jr." (#16)
- 1990 – "Lovin' You's a Dirty Job" (#18)
- 1991 – "Givin' Yourself Away" (#39)
- 1999 – "Over the Edge" (#36)
- 2010 – "Best of Me" (#30)

### Samlingsalbum
- 1991 – Ratt & Roll 81-91
- 1999 – Infestation
- 2002 – The Essentials: Ratt
- 2003 – Metal Hits
- 2007 – Tell The World: The Very Best Of Ratt
- 2012 – Flashback With Ratt
- 2013 – Original Album Series

### Video
- 1985 – Ratt: The Videos
- 2007 – Ratt: Videos From The Cellar: The Atlantic Years